# Ioan Boca
Ioan Boca (n. 21 februarie 1870, Gherla - d.  1932, Dej) a fost delegat al Cercului electoral Dej la Marea Adunare Națională de la Alba Iulia.

## Biografie
A urmat cursurile Liceului din Gherla, apoi Facultatea de Drept la Budapesta. Și-a luat diploma de avocat în anul 1907 și a devenit apoi doctor în drept. A profesat în Dej, Bistrița și Arad. În paralel, Ioan Boca a desfășurat și o intensă activitate publicistică, fiind inițiatorul și redactorul gazetei Poporul român timp de trei ani și redactor la  Gazeta de duminică care apărea la Șimleul Silvaniei. 
A fost deputat de Someș în 1921 și 1926, șeful Baroului de avocați Dej, în 1923, iar în 1925 vicepreședinte al Camerei de agricultură Someș. A fost membru al diferitelor societăți culturale din Dej.